# هاغن
هاغن (بالألمانية: Hagen) هي مدينة ألمانية، تقع في ولاية شمال الراين - وستفاليا غربي البلاد، وعلى بعد 15 كيلومتر جنوب دورتموند.

## التقسيم الإداري
تنقسم هاغن إلى 5 مناطق إدارية:
- Mitte وسط: 20,5 كيلومتر مربع، 78,952 نسمة.
- Nord الشمال : 29,6 كيلومتر مربع، 38,451 نسمة.
- Haspe هاسب : 22,2 كيلومتر مربع، 30,360 نسمة.
- Eilpe/Dahl أيلبه / دال: 51,1 كيلومتر مربع، 17,148 نسمة.
- Hohenlimburg هوهنليمبورغ : 37,0 كيلومتر مربع، 31,306 نسمة.

## توأمة
لهاغن اتفاقيات توأمة مع كل من:
- سمولينسك (1985 - )[7]
- مونلوسون (1965 - )[7]
- Steglitz-Zehlendorf [الإنجليزية]‏ منذ (1967 - )[7]
- بروك ان دير مور منذ (1974 - )[7]
- كوفولا (1963 - 2009)
- موديعين-مكابيم-ريعوت (1997 - )[7]
- إيلك [7]

## أعلام
- نينا
- فيكتور شليغل
- فريتز شتاينهوف
- غونتر بيكم
- ارتور اكسمان
- كورت ماير
- رالف والدمان
- مايكل كولمان
- غونتر غوبل